# 暗云编年史
《暗雲編年史》，是一款PlayStation 2平臺動作角色扮演遊戲。遊戲由Level-5和索尼電腦娛樂日本工作室開發，索尼電腦娛樂于2002年11月在日本、2003年2月在北美、2003年9月在歐洲發行。
遊戲和前作《暗雲》使用了相似的動作角色扮演與城市建造機制。玩家控制分別來自現在和未來的主角尤利斯和莫妮卡，并阻止希望從過去毀滅現在的反派格里芬皇帝。但與前作劇情無關聯。

## 登場角色

### 主要角色
尤利斯（CV：久保田恵）
莫妮卡・雷夫蘭特（CV：田口宏子）